# Luigi Borsari (politico 1921-1983)
Luigi Borsari (Mirandola, 1º ottobre 1921 – Modena, 18 giugno 1983) è stato un politico italiano.

## Biografia
Nel 1942 si iscrisse al Partito Comunista Italiano e durante la seconda guerra mondiale combatté nella resistenza quale comandante del raggruppamento brigate "Aristide" dei Gruppi di Azione Patriottica della bassa modenese. Fu sindaco di Cavezzo e vicepresidente della Provincia di Modena. Negli anni 1950 venne arrestato ed incarcerato per 20 mesi durante la repressione scelbiana.
Venne eletto alla Camera dei deputati nel 1963 e al Senato della Repubblica nel 1968 e 1972.
Morì a Modena all'età di 61 anni.